# Гемідіаптом Рилова
Гемідіаптом Рилова (Hemidiaptomus rylowi) — вид ракоподібних.

## Морфологічні ознаки
Особини біля 5-7 мм завдовжки. Третій з кінця сегмент правої антени самця має пальцеподібний виріст. Проксимальна частина внутрішнього краю базиподіту 5 пари торакальних ніг самця з округлим кутикулярним виростом. Базиподит лівої ноги цієї пари розширений із значним випуклим внутрішнім краєм.

## Поширення
Степова зона східної Європи: Росія (Воронезька, Волгоградська обл. Саратовська обл.), Молдова.
В Україні знайдений в заплаві р. Самара (поблизу м. Дніпропетрівськ та м. Новомосковськ).

## Особливості біології
Мешканець весняних снігових калюж, також невеличких прісних водойми з підвищеною мінералізацією.

## Загрози та охорона
Загрози: антропогенний прес (трансформація ландшафту, забруднення, знищення біотопів під час оранки полів).